# Body to Body
Body to Body – drugi singel promujący album Body to Body niemieckiego zespołu Blue System. Został wydany w 1996 roku przez wytwórnię Hansa International.

## Lista utworów
CD (Hansa 74321-41315-2) (BMG) rok 1996
| Nr | Tytuł                        | Długość |
| -- | ---------------------------- | ------- |
| 1. | Body to Body (Radio Version) | 3:34    |
| 2. | Body to Body (Maxi Version)  | 5:36    |
| 3. | Body to Body (Instrumental)  | 3:34    |
| 4. | Oh, I Miss You               | 3:32    |

## Autorzy
- Muzyka: Dieter Bohlen
- Autor Tekstów: Dieter Bohlen
- Wokalista: Dieter Bohlen
- Producent: Dieter Bohlen
- Aranżacja: Dieter Bohlen
- Nagrano w Jeopark przez Jeo i Vox Klang Studios